# 2014-es labdarúgó-világbajnokság-selejtező (AFC – 2. forduló)
A 2014-es labdarúgó-világbajnokság ázsiai selejtezőjének 2. fordulójának mérkőzéseit tartalmazó lapja.

## Lebonyolítás
A második fordulóban az első forduló 8 továbbjutója és az ázsiai selejtező 6–27. helyen rangsorolt válogatottjai vettnek részt, összesen 30 csapat. 15 párosítást sorsoltak, a csapatok oda-visszavágós rendszerben mérkőztek meg. A párosítások 15 győztese jutott tovább a harmadik fordulóba.

## Sorsolás
Az ázsiai selejtezők második fordulójának sorsolását 2011. március 30-án tartották Kuala Lumpurban, Malajziában.
A csapatokat két kalapba osztották. Az „A kalapba” a rangsor 6–20. helyezettjei, a „B kalapba” a 21–27. helyezettjei és az első forduló 8 továbbjutója került.
| A kalap | B kalap |
| --- | --- |
| Szaúd-Arábia · Irán · Katar · Üzbegisztán · Egyesült Arab Emírségek · Szíria · Omán · Jordánia · Irak · Szingapúr · Kína · Kuvait · Thaiföld · Türkmenisztán · Libanon | Jemen · Tádzsikisztán · Hongkong · Indonézia · Kirgizisztán · Maldív-szigetek · India · Malajzia (T) · Banglades (T) · Laosz (T) · Fülöp-szigetek (T) · Palesztina (T) · Vietnám (T) · Nepál (T) · Mianmar (T) |

Jegyzet
- T: Az 1. selejtezőkörből továbbjutott csapat, a sorsoláskor nem ismert.

## Párosítások
| 1. csapat               | Össz.Tooltip Aggregate score | 2. csapat       | 1. mérk. | 2. mérk. |
| ----------------------- | ---------------------------- | --------------- | -------- | -------- |
| Thaiföld                | 3–2                          | Palesztina      | 1–0      | 2–2      |
| Libanon                 | 4–2                          | Banglades       | 4–0      | 0–2      |
| Kína                    | 13–3                         | Laosz           | 7–2      | 6–1      |
| Türkmenisztán           | 4–5                          | Indonézia       | 1–1      | 3–4      |
| Kuvait                  | 5–1                          | Fülöp-szigetek  | 3–0      | 2–1      |
| Omán                    | 4–0                          | Mianmar         | 2–0      | 2–0      |
| Szaúd-Arábia            | 8–0                          | Hongkong        | 3–0      | 5–0      |
| Irán                    | 5–0                          | Maldív-szigetek | 4–0      | 1–0      |
| Szíria                  | 6–1                          | Tádzsikisztán   | 2–1      | 4–0      |
| Katar                   | 4–2                          | Vietnám         | 3–0      | 1–2      |
| Irak                    | 2–0                          | Jemen           | 2–0      | 0–0      |
| Szingapúr               | 6–0                          | Malajzia        | 5–3      | 1–1      |
| Üzbegisztán             | 7–0                          | Kirgizisztán    | 4–0      | 3–0      |
| Egyesült Arab Emírségek | 5–2                          | India           | 3–0      | 2–2      |
| Jordánia                | 10–1                         | Nepál           | 9–0      | 1–1      |

## Mérkőzések
| 2011. július 23. 18:00 (UTC+7) |

| Thaiföld     | 1–0               | Palesztina |
| ------------ | ----------------- | ---------- |
| Kaewprom 19' | (1–0) Jegyzőkönyv |            |

| I-mobile Stadion, Buriram Nézőszám: 17 000 Játékvezető: Lee Min-Hu (dél-koreai) |

| 2011. július 28. 18:00 (UTC+3) |

| Palesztina   | 2–2               | Thaiföld           |
| ------------ | ----------------- | ------------------ |
| Alyan 6' 90' | (1–1) Jegyzőkönyv | Thonglao 33' 90+4' |

| Faisal Al-Husseini International Stadium, Al-Ram Játékvezető: Salah Mohamed Alabbasi (bahreini) |

- Thaiföld 3–2-es összesítéssel továbbjutott a harmadik fordulóba.

| 2011. július 23. 17:00 (UTC+3) |

| Libanon                                              | 4–0               | Banglades |
| ---------------------------------------------------- | ----------------- | --------- |
| Maatouk 16' M. El Ali 27' Al Saadi 55' T. El Ali 64' | (2–0) Jegyzőkönyv |           |

| Camille Chamoun Sports City Stadium, Beirut Nézőszám: 2500 Játékvezető: Kadhum Auda (iraki) |

| 2011. július 28. 18:00 (UTC+6) |

| Banglades               | 2–0               | Libanon |
| ----------------------- | ----------------- | ------- |
| Chowdhury 52' Ameli 87' | (0–0) Jegyzőkönyv |         |

| Bangabandhu National Stadium, Dhaka Nézőszám: 11 000 Játékvezető: Apisit Aonrak (thaiföldi) |

- Líbia 4–2-es összesítéssel továbbjutott a harmadik fordulóba.

| 2011. július 23. 15:00 (UTC+8) |

| Kína                                                                   | 7–2               | Laosz                              |
| ---------------------------------------------------------------------- | ----------------- | ---------------------------------- |
| Yang Xu 45+2' 54' 72' Chen Tao 52' 88' Hao Junmin 82' 90+1' (11-esből) | (1–2) Jegyzőkönyv | Vongchiengkham 4' Phaphouvanin 31' |

| Tuodong Stadium, Kunming Nézőszám: 13 500 Játékvezető: Strebre Delovski (ausztrál) |

| 2011. július 28. 18:00 (UTC+7) |

| Laosz           | 1–6               | Kína                                                         |
| --------------- | ----------------- | ------------------------------------------------------------ |
| Phapouvanin 47' | (0–2) Jegyzőkönyv | Qu Bo 24' Yu Hanchao 36' 88' Zhuoxiang 67' 83' Yang Xu 90+2' |

| New Laos National Stadium, Vientián Nézőszám: 13 000 Játékvezető: Tayeb Shamsuzzaman (bangladesi) |

- Kína 13–3-as összesítéssel továbbjutott a harmadik fordulóba.

| 2011. július 23. 18:30 (UTC+5) |

| Türkmenisztán  | 1–1               | Indonézia |
| -------------- | ----------------- | --------- |
| Krendelyov 12' | (1–1) Jegyzőkönyv | Ilham 30' |

| Olimpiai Stadion, Aşgabat Nézőszám: 7500 Játékvezető: Mohsen Torky (iráni) |

| 2011. július 28. 19:00 (UTC+7) |

| Indonézia                              | 4–3               | Türkmenisztán                                            |
| -------------------------------------- | ----------------- | -------------------------------------------------------- |
| Gonzáles 10' 18' Nasuha 42' Ridwan 76' | (3–0) Jegyzőkönyv | Nasuha 70' (öngól) Şamyradow 83' Çoñkaýew 86' (11-esből) |

| Gelora Bung Karno Stadium, Jakarta Nézőszám: 64 000 Játékvezető: Ben Williams (ausztrál) |

- Indonézia 5–4-es összesítéssel továbbjutott a harmadik fordulóba.

| 2011. július 23. 19:30 (UTC+3) |

| Kuvait                             | 3–0               | Fülöp-szigetek |
| ---------------------------------- | ----------------- | -------------- |
| Nasser 16' Neda 68' Al-Ibrahim 84' | (1–0) Jegyzőkönyv |                |

| Mohammed Al-Hamad Stadium, Hawalli Nézőszám: 20 000 Játékvezető: Mohammad Abu Loum (jordán) |

| 2011. július 28. 19:00 (UTC+8) |

| Fülöp-szigetek | 1–2               | Kuvait                |
| -------------- | ----------------- | --------------------- |
| Schröck 45+3'  | (1–0) Jegyzőkönyv | Nasser 61' W. Ali 85' |

| Rizal Memorial Stadium, Manila Nézőszám: 13 800 Játékvezető: Liu Kwok Man (hongkongi) |

- Kuvait 5–1-es összesítéssel továbbjutott a harmadik fordulóba.

| 2011. július 23. 19:30 (UTC+4) |

| Omán                     | 2–0               | Mianmar |
| ------------------------ | ----------------- | ------- |
| Al Hosni 21' Al Ajmi 79' | (1–0) Jegyzőkönyv |         |

| Seeb Stadium, Muscat Nézőszám: 6300 Játékvezető: Ali Sabbagh (libanoni) |

| 2011. július 28. 15:30 (UTC+6:30) |

| Mianmar | félbeszakadt | Omán                                |
| ------- | ------------ | ----------------------------------- |
|         | Jegyzőkönyv  | Al Hosni 22' Al Ajmi 39' (11-esből) |

| Játékvezető: Ryuji Sato (japán) |

- A mérkőzés a 39. percben rendbontás miatt félbeszakadt.[1]
- Omán 4–0-s összesítéssel továbbjutott a harmadik fordulóba.

| 2011. július 23. 20:45 (UTC+3) |

| Szaúd-Arábia                            | 3–0               | Hongkong |
| --------------------------------------- | ----------------- | -------- |
| Al-Shamrani 45+1' 47' Al-Muwallad 45+3' | (2–0) Jegyzőkönyv |          |

| Prince Mohamed bin Fahd Stadium, Dammam Nézőszám: 20 354 Játékvezető: Vladislav Tseytlin (üzbég) |

| 2011. július 28. 20:00 (UTC+8) |

| Hongkong | 0–5               | Szaúd-Arábia                                                                  |
| -------- | ----------------- | ----------------------------------------------------------------------------- |
|          | (0–1) Jegyzőkönyv | Fellatah 34' Noor 71' (11-esből) Al-Shamrani 73' Al-Sahlawi 78' Hawsawi 90+2' |

| Siu Sai Wan Sports Ground, Hongkong Nézőszám: 1402 Játékvezető: Võ Minh Trí (vietnámi) |

- Szaúd-Arábia 8–0-s összesítéssel továbbjutott a harmadik fordulóba.

| 2011. július 23. 19:30 (UTC+04:30) |

| Irán                                      | 4–0               | Maldív-szigetek |
| ----------------------------------------- | ----------------- | --------------- |
| Ansarifard 4' 62' Karimi 68' Daghighi 86' | (1–0) Jegyzőkönyv |                 |

| Azadi Stadium, Teherán Nézőszám: 15 000 Játékvezető: Chaiya Alee Mahapab (thaiföldi) |

| 2011. július 28. 21:00 (UTC+5) |

| Maldív-szigetek | 0–1               | Irán           |
| --------------- | ----------------- | -------------- |
|                 | (0–1) Jegyzőkönyv | Khalatbari 45' |

| Rasmee Dhandu Stadion, Malé Játékvezető: Kim Sang-Woo (dél-koreai) |

- Irán 5–0-s összesítéssel továbbjutott a harmadik fordulóba.

| 2011. július 23. 19:00 (UTC+3) |

| Szíria                | 2–1               | Tádzsikisztán |
| --------------------- | ----------------- | ------------- |
| Mourad 45+1' Rafe 77' | (1–0) Jegyzőkönyv | Saedov 47'    |

| King Abdullah Stadium, Amman (Jordánia) Nézőszám: 2500 Játékvezető: Nasser Darwish (jordán) |

- Politikai okok miatt a mérkőzést Jordániában rendezték.[2]

| 2011. július 28. 16:00 (UTC+5) |

| Tádzsikisztán | 0–4               | Szíria                                     |
| ------------- | ----------------- | ------------------------------------------ |
|               | (0–2) Jegyzőkönyv | Rafe 6' 35' Sabagh 53' Choriev 86' (öngól) |

| Metallurg Stadium, Tursunzoda Nézőszám: 9000 Játékvezető: Dmitriy Mashentsev (kirgizisztáni) |

- Szíria 6–1-es összesítéssel továbbjutott a harmadik fordulóba.

| 2011. július 23. 19:15 (UTC+3) |

| Katar                         | 3–0               | Vietnám |
| ----------------------------- | ----------------- | ------- |
| Kasola 6' Mubarak 51' Ali 68' | (1–0) Jegyzőkönyv |         |

| Jassim Bin Hamad Stadium, Doha Nézőszám: 6786 Játékvezető: Ali Albadwawi (egyesült arab emírségekbeli) |

| 2011. július 28. 19:15 (UTC+7) |

| Vietnám                                     | 2–1               | Katar     |
| ------------------------------------------- | ----------------- | --------- |
| Nguyễn Trọng Hoàng 60' Nguyễn Quang Hải 78' | (0–1) Jegyzőkönyv | Ahmed 16' |

| My Dinh National Stadium, Hanoi Nézőszám: 20 000 Játékvezető: Peter Green (ausztrál) |

- Katar 4–2-es összesítéssel továbbjutott a harmadik fordulóba.

| 2011. július 23. 19:00 (UTC+3) |

| Irak                                     | 2–0               | Jemen |
| ---------------------------------------- | ----------------- | ----- |
| Hawar Mulla Mohammed 9' Abdul-Zahrah 63' | (1–0) Jegyzőkönyv |       |

| Franso Hariri Stadium, Arbil Nézőszám: 20 000 Játékvezető: Valentin Kovalenko (üzbég) |

| 2011. július 28. 20:00 (UTC+4) |

| Jemen | 0–0         | Irak |
| ----- | ----------- | ---- |
|       | Jegyzőkönyv |      |

| Sheikh Khalifa International Stadium, Al Ain (Egyesült Arab Emírségek) Nézőszám: 1500 Játékvezető: Muhszen Baszma (szíriai) |

- Politikai okok miatt a mérkőzést az Egyesült Arab Emírségekben rendezték.[2]
- Irak 2–0-s összesítéssel továbbjutott a harmadik fordulóba.

| 2011. július 23. 19:30 (UTC+8) |

| Szingapúr                                            | 5–3               | Malajzia                    |
| ---------------------------------------------------- | ----------------- | --------------------------- |
| Đurić 7' 81' Qiu Li 22' Fahrudin 44' Shi Jiayi 45+1' | (4–1) Jegyzőkönyv | Safee 1' 71' Abdul Hadi 70' |

| Jalan Besar Stadium, Jalan Besar Nézőszám: 6000 Játékvezető: Nawaf Shukralla (bahreini) |

| 2011. július 28. 20:45 (UTC+8) |

| Malajzia  | 1–1               | Szingapúr     |
| --------- | ----------------- | ------------- |
| Safee 58' | (0–0) Jegyzőkönyv | Shi Jiayi 73' |

| National Stadium Bukit Jalil, Kuala Lumpur Nézőszám: 85 000 Játékvezető: Hiroyoshi Takayama (japán) |

- Szingapúr 6–4-es összesítéssel továbbjutott a harmadik fordulóba.

| 2011. július 23. 19:00 (UTC+5) |

| Üzbegisztán                                         | 4–0               | Kirgizisztán |
| --------------------------------------------------- | ----------------- | ------------ |
| Geynrikh 28' Bikmaev 49' Djeparov 56' Bakayev 90+2' | (1–0) Jegyzőkönyv |              |

| Pakhtakor Markaziy Stadium, Taskent Nézőszám: 20 257 Játékvezető: Abdullah Balideh (katari) |

| 2011. július 28. 19:00 (UTC+6) |

| Kirgizisztán | 0–3               | Üzbegisztán                  |
| ------------ | ----------------- | ---------------------------- |
|              | (0–0) Jegyzőkönyv | Karpenko 47' Nasimov 65' 90' |

| Spartak Stadium, Bishkek Nézőszám: 14 700 Játékvezető: Ali Abdulnabi (bahreini) |

- Üzbegisztán 7–0-s összesítéssel továbbjutott a harmadik fordulóba.

| 2011. július 23. 20:00 (UTC+4) |

| Egyesült Arab Emírségek                                          | 3–0               | India |
| ---------------------------------------------------------------- | ----------------- | ----- |
| Al Kamali 21' (11-esből) Al Shehhi 29' (11-esből) Al Hammadi 82' | (2–0) Jegyzőkönyv |       |

| Sheikh Khalifa International Stadium, Al Ain Nézőszám: 3179 Játékvezető: Banjar Al Dosari (katari) |

| 2011. július 28. 19:00 (UTC+5:30) |

| India                      | 2–2               | Egyesült Arab Emírségek      |
| -------------------------- | ----------------- | ---------------------------- |
| Lalpekhula 73' Singh 90+2' | (0–1) Jegyzőkönyv | Al Shehhi 39' Al-Wehaibi 71' |

| Ambedkar Stadium, New Delhi Nézőszám: 13 000 Játékvezető: Abdul Malik Bashir (szingapúri) |

- Az Egyesült Arab Emírségek 5–2-es összesítéssel továbbjutott a harmadik fordulóba.

| 2011. július 23. 19:00 (UTC+3) |

| Jordánia                                                                           | 9–0               | Nepál |
| ---------------------------------------------------------------------------------- | ----------------- | ----- |
| Abdel Fattah 10' 74' 82' 90+3' Amer Deeb 23' 57' Hayel 32' 68' Abdullah Deeb 45+1' | (4–0) Jegyzőkönyv |       |

| Ammán Nemzetközi Stadion, Ammán Nézőszám: 17 000 Játékvezető: Yadollah Jahanbazi (iráni) |

| 2011. július 28. 15:30 (UTC+5:45) |

| Nepál      | 1–1               | Jordánia   |
| ---------- | ----------------- | ---------- |
| Khawas 80' | (0–0) Jegyzőkönyv | Morjan 62' |

| Dasarath Rangasala Stadium, Kathmandu Játékvezető: Fan Qi (kínai) |

- Jordánia 10–1-es összesítéssel továbbjutott a harmadik fordulóba.

## Gólszerzők
4 gólos
- Yang Xu
- Hassan Abdel Fattah

3 gólos
| - Mohd Safee Mohd Sali | - Nasser Al-Shamrani | - Raja Rafe |

2 gólos
| - Chen Tao - Hao Junmin - Yu Hanchao - Deng Zhuoxiang - Cristian Gonzáles - Karim Ansarifard | - Amer Deeb - Ahmed Hayel - Yousef Nasser - Visay Phaphouvanin - Ismail Sulaiman Al Ajmi - Amad Al Hosni | - Murad Alyan - Aleksandar Đurić - Shi Jiayi - Datsakorn Thonglao - Mohamed Al Shehhi - Bahodir Nasimov - Yusef Ahmed |

1 gólos
| - Jahid Hasan Ameli - Mithun Chowdhury Mithun - Qu Bo - Jeje Lalpekhlua - Gouramangi Singh - Mohammad Nasuha - Muhammad Ilham - Muhammad Ridwan - Saeid Daghighi - Mohammad Reza Khalatbari - Ali Karimi - Alaa Al-Zahra - Hawar Mulla Mohammed - Abdullah Deeb - Saeed Murjan - Waleed Ali - Fahed Al-Ibrahim - Musaed Neda - Soukaphone Vongchiengkham | - Ali Al Saadi - Mahmoud El Ali - Tarek El Ali - Hassan Maatouk - Abdul Hadi Yahya - Bharat Khawas - Stephan Schröck - Mohammed Kasola - Meshal Mubarak - Osama Hawsawi - Hassan Fellatah - Osama Al-Muwallad - Mohammed Noor - Mohammad Al-Sahlawi - Fahrudin Mustafić - Qiu Li | - George Mourad - Nadim Sabagh - Kamel Saedov - Jakkraphan Kaewprom - Gahrymanberdi Çoñkaýew - Vyacheslav Krendelyov - Berdy Şamyradow - Ismail Al Hammadi - Hamdan Al Kamali - Mohamed Al Shehhi - Ali Al-Wehaibi - Ulugbek Bakayev - Marat Bikmaev - Server Djeparov - Alexander Geynrikh - Victor Karpenko - Nguyễn Quang Hải - Nguyễn Trọng Hoàng |

1 öngólos
- Mohammad Nasuha (Türkmenisztán ellen)
- Farrukh Choriev (Szíria ellen)